# 蒭藁增一
HD 13456，又名BD-10 447，SAO 148262、HR 638，是一颗鯨魚座的恒星，视星等为6.01，位于銀經174.54，銀緯-64.57，其B1900.0坐标为赤經2h 6m 28s，赤緯-10° -64.57′ 6″。